# Dreschflegel

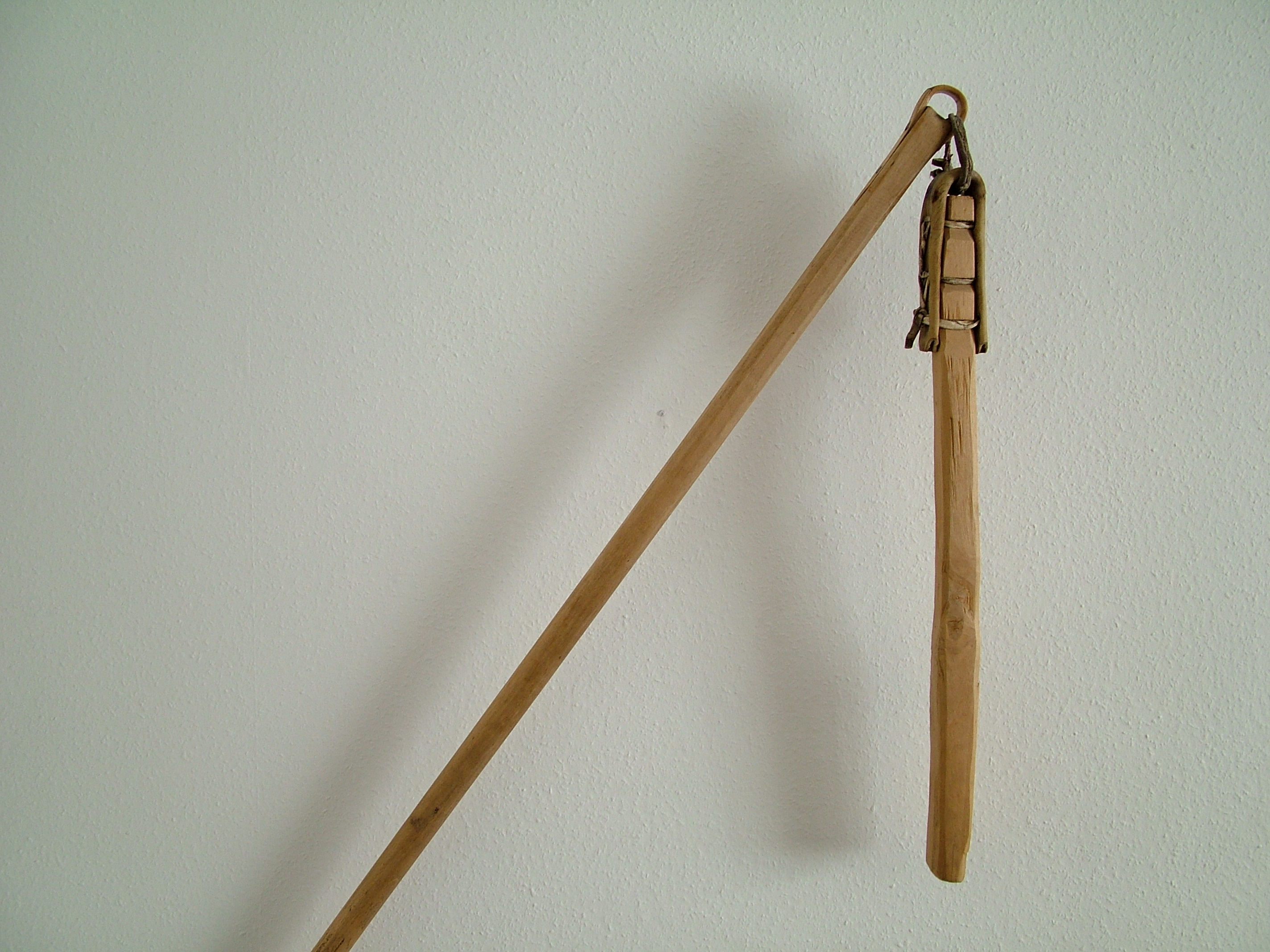
Dreschflegel

Der Dreschflegel (im Süd-/Altdeutschen auch Dreschschlegel) ist ein altes bäuerliches Werkzeug zum Dreschen des Getreides nach der Ernte, um die Getreidekörner aus den Fruchtständen zu lösen und der Weiterverarbeitung zuführen zu können.

## Bezeichnung
Flegel ist ein romanisches Lehnwort (von latein. flagellum „Geißel“, „Peitsche“) und vermutlich aus dem Römischen Reich in den germanischen Sprachraum gelangt.
Im badischen und württembergischen Raum nannte man den Dreschflegel bis Anfang des 20. Jahrhunderts auch „Dreschschwengel“ oder „Schwengel“. Daraus leiteten sich z. B. auch Grunddienstbarkeiten wie das „Schwengelrecht“ ab.

## Landwirtschaftliche Nutzung

### Aufbau
Der Dreschflegel besteht aus einem hölzernen, etwa eineinhalb Meter langen Stiel, der sogenannten Handhabe, an dem, mittels eines beweglichen Bindeglieds (meist aus Leder, in Norddeutschland auch aus Aalhaut), das Schlagholz, auch Schlegel oder Klöppel genannt, befestigt ist. Beim Letzteren handelt es sich um einen etwa 4–8 cm dicken Prügel aus Hartholz, meist Buche. Während die Schlaghölzer früher häufig nur grob bearbeitet waren, waren in jüngerer Zeit deren Querschnitte klar geometrisch definiert, etwa als Rechteck bzw. Quadrat oder auch als Achteck bzw. Rundholz. Die häufigste Form war die rechteckige, wenngleich die runde Form als die für die Frucht schonendste galt.

### Dreschplatz
Gedroschen wurde auf dem Tenne genannten befestigten Boden einer Scheune, der meist annähernd quadratisch war. In der Regel konnten die Scheunen mit einer Tenne auf zwei gegenüberliegenden Seiten geöffnet werden; dadurch konnte der Wind, speziell der kräftige Herbstwind, durch die Scheune „fegen“. Die Drusch wurde in der Regel in den Herbst- und Wintermonaten durchgeführt, lediglich das für die Wintersaat bestimmte Getreide wurde schon früher gedroschen.

### Dreschvorgang
Die Getreidegarben wurde auf der Tenne so im Kreis ausgelegt, dass die Ähren zur Mitte hin zeigten. Die Drusch wurde in der Regel von mehreren Männern – Bauern, Knechte und auch Lohndrescher – zugleich durchgeführt und erforderte einerseits erhebliche körperliche Kraft und Ausdauer und andererseits das korrekte Einhalten des Schlagrhythmus': Die Drescher standen bzw. gingen langsam während ihrer Arbeit im Kreis um die Garben herum. Dabei wurde der Dreschflegel so bewegt, dass das vorne angebrachte Schlagholz mit großer Kraft auf die am Boden liegenden Getreidegarben aufschlug. Dies alles geschah abwechselnd nach einem festgelegten Rhythmus, der vielfach durch Merksprüche o. Ä. laut vorgegeben wurde, was insbesondere von Bedeutung war, solange sich die Drescher noch nicht aufeinander eingespielt hatten.
Durch die Schläge wurden die Getreidekörner aus den Ähren herausgeschlagen (gedroschen). Die schweren Körner fielen zu Boden, während die leichtere Spreu (das ist die zusammenfassende Bezeichnung für Spelzen, Grannen, Hülsen usw.) vom Wind aus der die Tenne hinweggefegt oder auch aktiv entfernt wurde (vgl. auch Mt. 3, 12, „die Spreu vom Weizen trennen“.) Hierzu verwendete man gegebenenfalls auch eine Worfel: Um die Spreu von den Körnern zu trennen, legten die Bauern die Mischung in einen flachen Korb, die Worfel, und warfen den Inhalt hoch. Der Wind blies die leichtere Spreu weg und die Körner fielen in die Worfel zurück. Dies wurde mehrere Male wiederholt, bis sich nur noch Körner in der Worfel befanden.
Das übrigbleibende langhalmige Stroh konnte nicht nur zur Einstreu für das Vieh verwendet werden, sondern diente auch zur Fertigung von Seilen, Säcken usw.

### Geschichte
Der Dreschflegel als Instrument zum Trennen der Frucht von der Spreu war bereits seit dem Altertum bekannt. Er ersetzte seinerzeit den Dreschstock. Auch in China setzen sich Dreschflegel seit der Han-Dynastie durch.
In der modernen Landwirtschaft wurde der Dreschflegel in Deutschland zu Beginn des 20. Jahrhunderts durch die Dreschmaschine und dann, in den 1950er und 1960er Jahren, durch den Mähdrescher ersetzt. Ein praktischer Einsatz des Dreschflegels erfolgt noch in Pflanzenzucht- bzw. Samenbaubetrieben zum Ausdreschen kleiner Saatgutpartien, bei welchen die Reinigung auch einer kleinen Dreschmaschine zeitaufwendiger wäre.

## Dreschflegel als Waffe
Da der Dreschflegel eine enorme Schlagkraft entwickeln kann, wurde er im Mittelalter, wie auch die Kriegssense, oft als Bauernwaffe verwendet. Die meisten Bauern kämpften im deutschen Bauernkrieg mit diesen beiden Waffen; Dreschflegel gehörten auch zu den Waffen des Hussitenheeres. Auch der aus dem japanischen Kampfsport bekannte Nunchaku ist ein Flegel zum Reis-Dreschen. Möglicherweise haben sich aus diesem Provisorium der Streitflegel und/oder der Morgenstern entwickelt.

## Begriff Flegel im weiteren Sinne
Ein Flegel im auf eine Person übertragenen Sinn ist jemand, der rücksichtslos verbal leeres Stroh drischt oder sich nach Ansicht vieler anderer Personen den üblichen Verhaltensformen zuwider benimmt. Als Ausruf zeigt das Wort subjektive Betroffenheit aufgrund eines bestimmten Verhaltens. Die Herkunft des Begriffes Flegel als Bezeichnung für einen Menschen ist nicht gesichert, seine Verwendung in diesem Sinne dagegen eher nachweisbar.

## Heraldik
Der Dreschflegel findet sich auch als heraldisches Symbol, u. a. im Wappen des bayerischen Marktes Bütthard. Die Blasonierung lautet "In Rot auf grünem Boden schreitend ein silbernes Lamm, das einen goldenen Dreschflegel schultert".

## Sonstiges
- Das Flagellum („Dreschflegel“) war, neben dem Hirtenstab, das wichtigste Attribut des ägyptischen Gottes Osiris. Auch der unterägyptische Gott Anedjti hatte diese Gerätschaft als Wahrzeichen. Die Interpretation des Gegenstandes ist unklar, Dreschflegel waren in Ägypten zu dieser Zeit unbekannt. Deutungen reichen von einer Geißel zum Schafehüten über Fliegenwedel zu einer Gerätschaft, um Ladanum zu sammeln[5]
- Ein im Raum Halver ab 1932 erscheinendes nationalsozialistisches Kampfblatt trug den Namen Dreschflegel,

- Ein komödiantisches Liederbuch von Martin Auer mit Reinhart Honold und Rudi Tinsobin trägt den Namen: Der Dreschflegel – Aufsässige Volkslieder aus Österreich („Die Komödianten“, Wien 1977)